# Anaora tentaculata
Anaora tentaculata ist die einzige Art der Gattung Anaora aus der Familie der Leierfische. Die Art kommt an Korallenriffen im Westpazifik vor den Molukken, den Philippinen, den Ryūkyū-Inseln, Palau, Yap und Guam vor und besiedelt sandige Gebiete und Seegraswiesen bis etwa 30 Meter Wassertiefe.

## Beschreibung
Die Fische haben einen länglichen, abgeflachten Körper und erreichen eine Länge von bis zu sechs Zentimeter. Eine Reihe von Hautlappen bildet blattartige Auswüchse entlang des Körpers, ein größerer, tentakelartiger Auswuchs sitzt hinter der Auge. Kopf und Körper sind rosig bis hellbraun mit hellerem Bauch und dunklen Flecken auf den Seiten. Die Männchen weisen einen etwas länglicheren Körperbau sowie eine kräftigere Färbung auf.
Flossenformel: Dorsale 4–8, Anale 0–7, Pectorale 21–25